# 18 멜포메네
18 멜포메네(18 Melpomene)는 소행성대의 소행성 중 하나이다. 규산염과 금속으로 구성되어있다.
멜포메네는 1852년 6월 24일, 하인드가 발견했다. 멜포메네라는 이름은 그리스 신화의 비극의 여신에서 따왔다.
멜포메네는 1978년 12월 11일, SAO 114159를 가리는 엄폐 현상이 일어났다. 그 사건에서 최소 지름 37 km의 위성의 존재성이 감지됐다. 위성은 임시 이름으로 S/1978 (18) 1이란 이름을 부여받았다.
멜포메네는 1993년 허블 우주 망원경에 의해 관측되었다. 그럼으로써 길쭉한 모양임이 드러났지만, 위성은 찾지 못 했다.